# Gaoma (socken i Kina, Sichuan)
Gaoma (kinesiska: 高码乡, 高码) är en socken i Kina. Den ligger i provinsen Sichuan, i den sydvästra delen av landet, omkring 260 kilometer öster om provinshuvudstaden Chengdu. Antalet invånare är 4 168. Befolkningen består av 2 093 kvinnor och 2 075 män. Barn under 15 år utgör 20,0 %, vuxna 15-64 år 57 %, och äldre över 65 år 22,0 %.
Genomsnittlig årsnederbörd är 1 545 millimeter. Den regnigaste månaden är september, med i genomsnitt 280 mm nederbörd, och den torraste är december, med 8 mm nederbörd.